# 1922 Zulu
1922 Zulu este un asteroid din centura principală, descoperit pe 25 aprilie 1949 de Ernest Johnson.